# 晴菜あい
晴菜 あい（はるな あい・1981年7月6日 - ）は、東京都出身のレースクイーン。スタイルコーポレーションに所属していたが、現在は退所している。

## 人物
- 趣味：旅行
- 特技：料理、書道、バイオリン
- 好物：フルーツ

## レースクイーン・イメージガール
- 2004年：JGTC「ESPELIRエンジェル」
- 2005年：スーパー耐久イメージガール「桜三世'05」
- 2007年：SUPER GT「TOY STORYレースクイーン」
天手千聖と共にユニット『PinkLynx』（ピンクリンクス）を組みライブ活動を行った。

## DVD
- fatalist（2005年9月28日）
- hypnotize（2006年1月25日）